# Unia Tczew
Unia Tczew – dwusekcyjny klub sportowy z Tczewa, założony w 1922 roku.

## Historia sekcji piłkarskiej

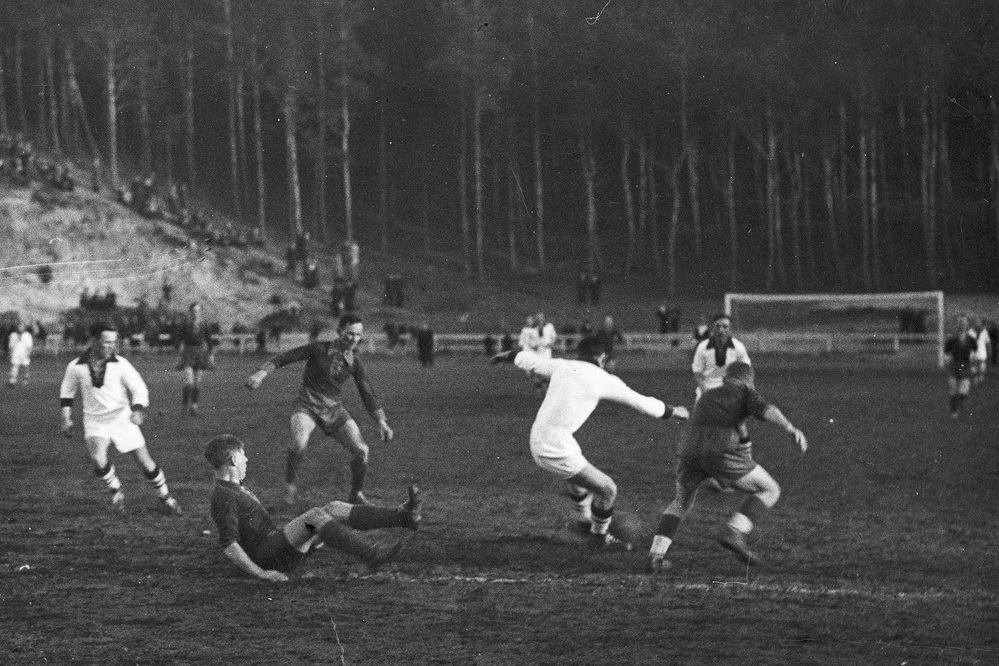
Unia na wyjazdowym meczu z Bałtykiem Gdynia, 1936

Klub powstał w 1922 roku jako Tczewski Klub Sportowy. W 1924 roku zmieniono nazwę na TKS Olympia Tczew. W 1929 roku zespół przystąpił do Pomorskiego OZPN i otrzymał wsparcie od Kolejowego Przysposobienia Wojskowego przez co zmienił nazwę na KPW Unia Tczew. W 1938 roku Unia odniosła największy sukces w międzywojennej historii – 3. miejsce w Klasie A (II poziom). W sezonie 2006/2007 Unia awansowała z Klasy okręgowej (Grupa II) do IV ligi. Unia utrzymała się w lidze i od sezonu 2008/2009, występowała w zreformowanej IV lidze pomorskiej (V poziom rozgrywkowy). W 2009 roku sekcja piłkarska została połączona z Wisłą i powstał w ten sposób klub piłkarski Gryf 2009 Tczew. W 2012 roku klub został reaktywowany jako Unia 1922 Tczew, jednak poza regularnymi występami w wojewódzkim Pucharze Polski nie występuje w żadnej lidze.

## Sekcja wioślarska
Klub od 1929 roku posiada również sekcję wioślarską.

## Historyczne nazwy
- 1922–1924 ─ Tczewski Klub Sportowy
- 1924–1929 ─ Tczewski Klub Sportowy Olympia/Olimpia
- 1929–1945 ─ Klub Sportowy Kolejowego Przysposobienia Wojskowego Unia
- 1945–1950 ─ Kolejowy Klub Sportowy Unia
- 1950–1957 ─ Koło Sportowe Kolejarz
- 1957–1997 ─ Kolejowy Klub Sportowy Unia
- 1997–2007 ─ Stowarzyszenie Piłkarskie KKS Unia
- 2007–2009 ─ Stowarzyszenie Piłkarskie Tczewski KP Unia
- od 2012 ─ Kolejowy Klub Sportowy Unia 1922

## Sukcesy sekcji piłkarskiej
- 3. miejsce w Klasie A (II poziom) – 1938
- 3. miejsce w III lidze – 1959, 1960
- 1/32 finału Pucharu Polski – 1969/1970

## Stadion
Unia mecze rozgrywa na Stadionie Miejskim przy ul. Elżbiety 21a w Tczewie. Dane techniczne obiektu:
- pojemność stadionu: 1300 miejsc (1172 siedzących)
- oświetlenie: brak
- wymiary boiska: 100 m x 61 m

Unia występowała także na Stadionie Miejskim przy ul. Bałdowskiej, którego pojemność wynosi 2500 miejsc (w tym 150 siedzących), a wymiary boiska to 104 m x 64 m.